# Axel Huet
Axel Huet (París, Francia, 14 de enero de 1991) de es un actor y comediante francés, famoso por ser protagonista de la serie francesa En famille.

## Biografía
Huet nació en la ciudad de París, en 1991, y no obtuvo su primer trabajo como hasta que tuvo 20 años. Su primera aparición fue en la serie televisiva Clem, interpretando a un adolescente que estudiaba un curso de francés. Al año siguiente, fue elegido para aparecer en el videoclip Elle me dit de Mika, donde él hacía que es el hijo de una madre viuda (la cual era la actriz Fanny Ardant). Durante el rodaje conoció al también humorista Patrice Pujol. 
En 2012 fue convocado para interpretar a Antoine en la serie televisiva del canal M6 En famille, de la cual trabajará hasta 2014.

## Series televisivas
- Clem: compañero de Gladys.
- Elle me dit : hijo de Fanny Ardant.
- En famille : Antoine.